# Línia 6 (Rodalies València)
La línia C-6 de Rodalia València fa 162 km al llarg de la Comunitat Valenciana (Espanya) entre València Nord i Vinaròs. Dona servici als municipis de València, Meliana, Albuixech, Masalfassar, El Puig, Puçol, Sagunt, Almenara, La Llosa, Xilxes, Moncofa, Nules, La Vilavella, Les Alqueries, Borriana, Vila-real, Almassora, Castelló de la Plana, Benicàssim, Orpesa, Torreblanca, Alcalà de Xivert, Peníscola, Benicarló i Vinaròs.

## Prolongació de la linia
La línia C-6 actualment es troba prolongada mitjançant el corredor ER-02, que comença a Castelló de la Plana, i acaba a Vinaròs, passant per les estacions de Benicàssim, Orpesa, Torreblanca, Alcalà de Xivert, Benicarló-Peníscola i Vinaròs.